# Francesco Brambilla

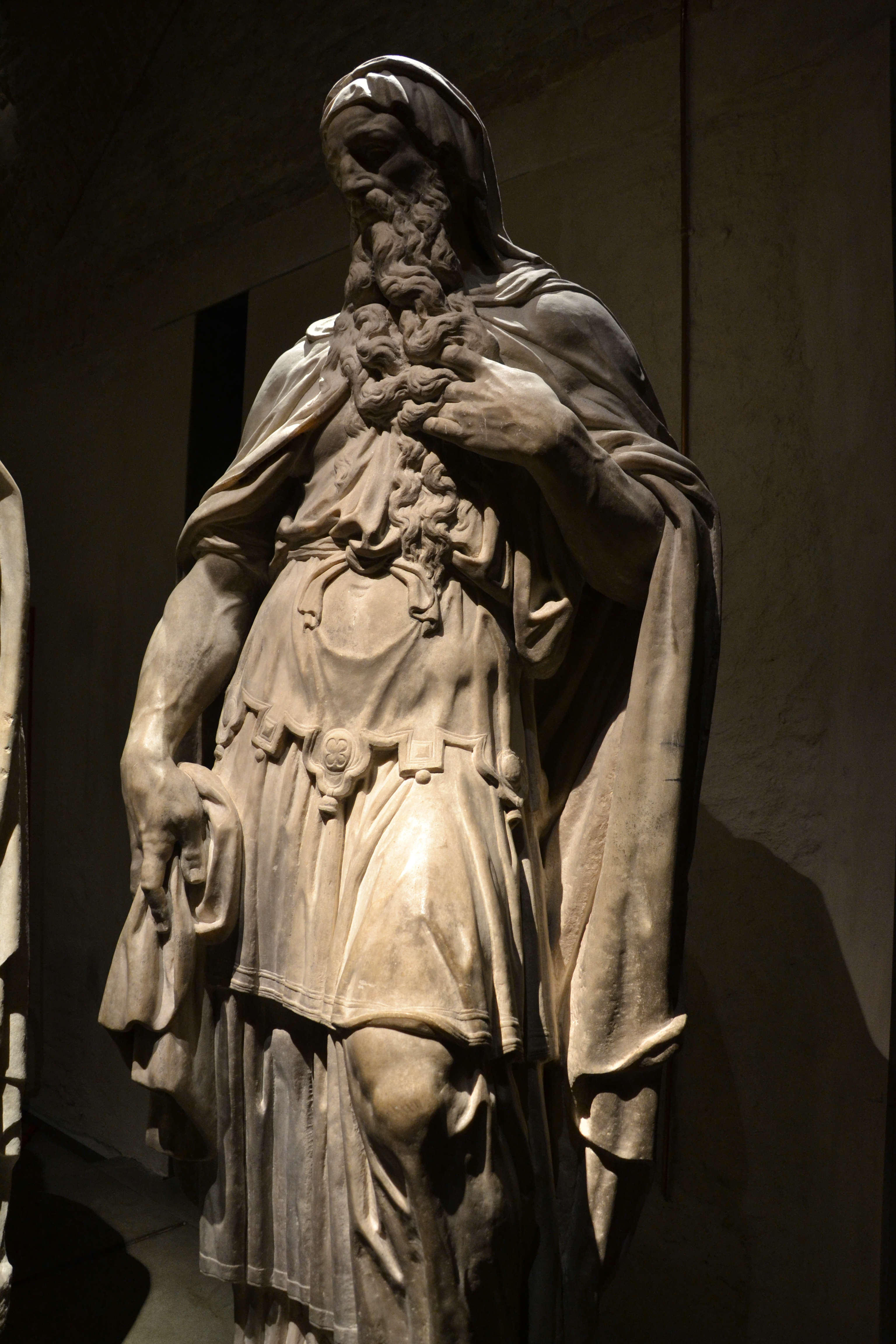
Werk van Francesco Brambilla

Francesco Brambilla (16e eeuw) was een Italiaanse beeldhouwer uit de renaissanceperiode. Hij is vooral beroemd om zijn decoratiewerk van de kathedraal van Milaan.